# Rada departamentalna Reunionu

## Rada Generalna
| Osoba | Osoba   | Osoba                                | Kadencja             | Kadencja             |
| #     | Portret | Imię i Nazwisko                      | Od                   | Do                   |
| ----- | ------- | ------------------------------------ | -------------------- | -------------------- |
| 1     |         | Paul Picaud (1907–1998)              | 19 listopada 1945    | maj 1946             |
| 2     |         | Léon de Lépervanche (1907–1961)      | maj 1946             | 31 października 1946 |
| 3     |         | Roger Vidot (1911–1976)              | 31 października 1946 | 13 października 1949 |
| 4     |         | Roger Payet (1894–1966)              | 13 października 1949 | 6 stycznia 1966      |
| 5     |         | Marcel Cerneau (1905–1990)           | 8 maja 1966          | 4 października 1967  |
| 6     |         | Pierre Lagourgue (1921–1998)         | 4 października 1967  | 24 marca 1982        |
| 7     |         | Auguste Legros (1922–2008)           | 24 marca 1982        | 8 października 1988  |
| 8     |         | Éric Boyer (1939–)                   | październik 1988     | sierpień 1993        |
| 9     |         | Joseph Sinimalé (1943-) (tymczasowo) | sierpień 1993        | 28 marca 1994        |
| 10    |         | Christophe Payet (1940-)             | 28 marca 1994        | 30 marca 1998        |
| 11    |         | Jean-Luc Poudroux (1950-)            | 30 marca 1998        | 1 kwietnia 2004      |
| 12    |         | Nassimah Dindar (1960-)              | 1 kwietnia 2004      | 2 kwietnia 2015      |

## Rada Departamentalna
| Osoba | Osoba   | Osoba                   | Kadencja        | Kadencja |
| #     | Portret | Imię i Nazwisko         | Od              | Do       |
| ----- | ------- | ----------------------- | --------------- | -------- |
| 1     |         | Nassimah Dindar (1960-) | 2 kwietnia 2015 | nadal    |